# Cantone di Celica
Il Cantone di Celica è un cantone dell'Ecuador che si trova nella Provincia di Loja.
Il capoluogo del cantone è Celica.

## Suddivisione
Il cantone è suddiviso in cinque Parrocchie (Parroquias):
- Parrocchia urbana: Celica
- Parrocchie rurali: San Juan de Pózul, T.nte Maximiliano Rodríguez, Cruzpamba e Sabanilla